# Ꝥ
Cette page contient des caractères spéciaux ou non latins. S’ils s’affichent mal (▯, ?, etc.), consultez la page d’aide Unicode.
Ꝥ (minuscule : ꝥ), appelé thorn barré à travers l’ascendante ou à travers la hampe, est une lettre additionnelle formée d'un thorn diacrité par une barre inscrite à travers la hampe. Elle était utilisée comme abréviation par les scribes du Moyen Âge en vieil anglais pour þæt (en anglais moderne, that) et en vieux norrois pour þor-, le -þan/-ðan dans síðan, þat, þæt, et þess.

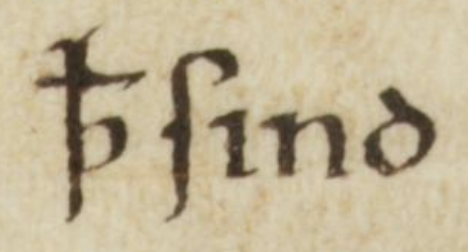
Le vieil anglais ‹ ꝥ ſind › (þæt sind) dans MS Hh.1.10, XIe siècle.
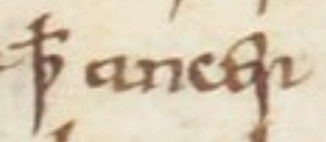
Le vieil anglais ‹ ꝥ ancer › (þæt ancer) dans le Livre de Verceil.

## Formes et variantes
|  | Formes avec une barre oblique à travers la hampe, principalement utilisées en vieil anglais. |
|  | Formes avec une barre horizontale à travers la hampe, utilisées en vieux norrois.            |

## Représentations informatiques
Le thorn barré à travers l’ascendante peut être représentée avec les caractères Unicode suivants (latin de base, diacritiques) :
| formes    | représentations | chaînes de caractères | points de code | descriptions                        |
| --------- | --------------- | --------------------- | -------------- | ----------------------------------- |
| capitale  | Ꝥ               | Ꝥ                     | U+A764         | lettre majuscule latine thorn barré |
| minuscule | ꝥ               | ꝥ                     | U+A765         | lettre minuscule latine thorn barré |